# 3β-Androstandiol
3β-Androstandiol je androstandiol koji je izveden iz DHT u reakciji katalizovanoj enzimom 